# كرسي وهمي

كرسي وهمي أو (الجلوس على الحائط) هو وسيلة للتمرين أو العقاب، حيث يضع الشخص نفسه مقابل الحائط كما لو كان جالسًا.
يشير الجلوس على الحائط على وجه التحديد إلى تمرين يتم إجراؤه لتقوية عضلات الرباعية الرؤوس. يتميز التمرين بالزاويتين القائمتين اللتين يشكلهما الجسم، واحدة عند الوركين وواحدة عند الركبتين. الشخص الذي يجلس على الحائط يضع ظهره على الحائط مع وضع قدميه بمسافة مساوية لعرض الكتفين ومسافة قليلة بعيدًا عن الحائط. ثم مع إبقاء ظهورهم إلى الحائط، يخفضون الوركين حتى تشكل ركبهم زاوية قائمة. يعد هذا تمرينًا مكثفًا للغاية لعضلات الفخذ الرباعية، وقد يكون من المؤلم جدًا الحفاظ على هذا الوضع لفترات طويلة. تُستخدم تمارين الجلوس على الحائط كتمرين تقوية أساسي في العديد من الرياضات التي تتطلب عضلات رباعية الرؤوس قوية بما في ذلك المبارزة، والهوكي على الجليد، والإبحار (سباق القوارب الصغيرة في الغالب)، والتزلج، وألعاب المضمار والميدان.

## الطريقة
- يجب على المشارك أن يستند إلى الحائط مع تثبيت قدميه بقوة على الأرض، وبمسافة مساوية لعرض الكتفين. يجب أيضًا أن تكون أقدامهم بعيدة عن الحائط بمسافة قدمين تقريبًا (على الرغم من أن المسافة المثالية ستعتمد إلى حد ما على طول المشارك).
- بمجرد الوصول إلى هذا الوضع، يجب على المشارك الانزلاق ببطء على الحائط مع الضغط على ظهره عليه حتى تنحني ساقيه بزاوية قائمة. هذه الزاوية مهمة جدًا لأنه إذا لم تكن الفخذين موازية للأرض، فإن العضلة الرباعية الرؤوس ستحمل حمولة أقل وستقل فعالية التمرين.
- يجب أيضًا أن تكون ركبتا المشارك فوق كاحليه مباشرةً ويجب أن يلامس ظهره الحائط في جميع الأوقات.
- اعتمادًا على قوة المشارك، يجب عليه الحفاظ على الوضعية لمدة تتراوح بين 20 ثانية إلى دقيقة (أو لفترة أطول بالنسبة للرياضيين الأكثر تقدمًا). إذا كنت ترغب في أداء عدة تكرارات من التمرين (ثلاثة غالبًا هو العدد الموصى به)، فيجب على المشارك الراحة لمدة نصف دقيقة بين التكرارات للسماح لعضلاته بالتعافي.
- مع اكتساب المشارك القوة، يمكنه زيادة وقت الاحتفاظ به بزيادات صغيرة مثل 10 ثوانٍ. في حين أن الشعور بالحرقان في عضلات الفخذ الرباعية أمر طبيعي، إذا شعر المشارك بألم بسيط في ركبته أو ركبته، فيجب نصحه بالتوقف عن النشاط على الفور.
- يمكن للمشارك أن يحمل كرة طبية أو دمبل أثناء جلوسه لزيادة الكثافة.

## فوائده
يساعد الجلوس على الحائط في المقام الأول على بناء القوة المتساوية القياس والقدرة على التحمل في عضلات الألوية، وعضلات الساق، والعضلة الرباعية الرؤوس، وأوتار الركبة، والعضلات المقربة. وجدت دراسة في المجلة البريطانية للطب الرياضي أجريت على 270 تجربة أن التمارين المتساوية القياس والتي تنطوي على إشراك العضلات بدون حركة، مثل الجلوس على الحائط والبلانك، كانت أكثر فعالية من أنواع أخرى من التمارين لخفض ضغط الدم . يوصى بتكرار الجلوس على الحائط لمدة دقيقتين أربع مرات متبوعة بدقيقتين من الراحة، ثلاث مرات في الأسبوع، لتقليل ضغط الدم. 